# Club Deportivo Unión Minas Volcán
El Club Deportivo Unión Minas es un club de fútbol de Perú, de la ciudad de Cerro de Pasco en el departamento de Pasco. Fue fundado el 23 de abril de 1974 y jugó en la primera división del Perú en los años 90, siendo el único club de la región en llegar al Torneo Descentralizado. Fue refundado en 2025 y participa en la Copa Perú.

## Historia
El Unión Minas fue fundado el 23 de abril de 1974 por iniciativa de un grupo de mineros y con el financiamiento de Centromin Perú, una empresa estatal, siendo su primer presidente fue el ingeniero Heraclio Ríos Quinteros.
En 1976, cuando ya intervenía en la Liga Distrital de fútbol de Chaupimarca, logró el primer título, con el equipo conformado por Juan Navarro Zegarra, Luis Espinoza Díaz, Juan Chávez Chávez, Gelacio Malpartida López, Duilio e Ismael Mendiolaza Zúñiga, Vicente Berrospi, Alberto Cabrera, Isidro Espinoza, Antonio Icochea, Juan Manuel Barzola, Raúl Rondán, Nicolás Ventocilla, entre otros.
En 1986 llegó a Primera División de la zona Centro tras vencer al Unión Huaral en una eliminatoria que tuvo que definirse por penales tras ganar cada uno su partido como local. En 1987 bajo la DT. de Reynaldo Párraga clasificó para jugar del torneo Descentralizado.
En 1992 tras empezar a jugarse en el campeonato descentralizado con equipos de todo el Perú; por haber quedado segundo en el torneo de su zona en el año anterior debió jugar un Playoff frente al FBC Aurora de Arequipa, resultando triunfador de dicho encuentro y obtuvo el derecho de militar en primera división.
Con un plantel formado por jugadores veteranos y de segunda línea, pero con la enorme ventaja de recibir a sus rivales en la altura realizó una excelente campaña permaneciendo invicto de local en el año 1992. Su mejor ubicación fue en 1998 llegando a liderar por primera vez en su historia la tabla de posiciones en algunas fechas del Apertura, finalizando en el cuarto puesto en dicho torneo y en el sexto lugar del acumulado de ese año.
En 1997 la empresa minera le retiro su apoyo al club y desde entonces el Minas se valió de los ingresos de la televisión y el patrocinador de la camiseta. Descendió a su liga de origen en el año 2001 tras recibir una de sus mayores goleadas frente a Sporting Cristal por marcador de 8-3, habiendo jugado su último partido de Primera División en la ciudad de Lima en el Estadio San Martín de Porres. Tras su descenso participó en la Etapa Regional de la Copa Perú 2002 donde finalizó último en su grupo.
Tras su descenso el club estuvo cerca de desaparecer al punto que la SUNAT lo ofrece en remate al haber sido embargado por deuda tributaria. En 2007 regresó a las canchas tras recibir el apoyo financiero de la empresa minera Volcán. Participó de la Liga Superior de Pasco en 2009 y 2010 siendo campeón en ese último año llegando en la Copa Perú 2010 hasta la Etapa Regional. En 2011 empezó su participación en la Etapa Departamental siendo eliminado en esa fase y al año siguiente dejó de participar en torneos oficiales.
En 2025 fue refundado como Unión Minas Centromin y empezó su participación desde la liga distrital de Simón Bolivar - Rancas. Llegó hasta el cuadrangular final de la Etapa Provincial donde inicialmente fue eliminado al terminar en tercer lugar detrás de Tecnomin y Sociedad Tiro N.° 28. Sin embargo, al aumentar los participantes en la Etapa Departamental de Pasco a 8 equipos, continuó en carrera.

## Uniforme
- Uniforme titular: Camiseta amarilla, pantalón azul, medias blancas.
- Uniforme alternativo: Camiseta azul, pantalón azul, medias azules.

### Evolución del uniforme
| 1986-1999 Titular | 1992 Titular | 1993-1997 Titular | 1993-1997 Alterno 1 | 1993-1997 Alterno 2 | 2000-2001 Titular | 2001 Titular |  |

### Indumentaria y patrocinador
| Periodo   | Proveedor |
| --------- | --------- |
| 1986-2001 | Crack     |

| Periodo   | Patrocinador    |
| --------- | --------------- |
| 1986-2001 | Cerveza Cristal |

## Estadio
El Estadio Daniel Alcides Carrión es una escena deportiva para la práctica de fútbol ubicada en la Ciudad Peruana de Cerro de Pasco, ubicada a 4378 metros sobre el nivel del mar. Como reconocido por la FIFA en su revista oficial, ningún campo se encuentra por encima de eso. Supera los estadios Hernando Siles de La Paz, El Alto de Villa Ingenio, el Atahualpa de Quito, el Campin de Bogotá y el Estadio Azteca de México. Tiene capacidad para 12.000 personas.

## Datos del club
- Temporadas en Primera División: 16 (1986 - 2001).
- Mayor goleada conseguida:
  - En campeonatos nacionales de local: Unión Minas 5:0 Alianza Atlético (1996)
  - En campeonatos nacionales de visita:
- Mayor goleada recibida:
  - En campeonatos nacionales de local:
  - En campeonatos nacionales de visita: Sporting Cristal 8:0 Unión Minas (1993)
- Mejor puesto en la liga: 6º (1998).
- Peor puesto en la liga: 12º (2001).

## Entrenadores
- Reynaldo Párraga (1987)
- Eloy Campos (1989)
- Rafael Abelardo Castañeda Castañeda (1990)
- Mario Gonzales (1993)
- Pedro Cruz Navarrete (1994)
- Duilio Poggi (1995)
- Rafael Abelardo Castañeda Castañeda (1995)
- Gustavo ‘Polaco’ Merino (1996)
- Rafael Abelardo Castañeda Castañeda (1996)
- Álvaro de Jesús Gómez (1997)
- Roberto Arrelucea (1999)
- José Torres (2000)
- Roberto Mosquera (2001)
- Ramón Quiroga (2001)
- Julio Buendía (2010)

## Palmarés

### Torneos regionales
| Competición regional                           | Títulos                 | Subcampeonatos |
| ---------------------------------------------- | ----------------------- | -------------- |
| Liga Departamental de Pasco (3/2)              | 1977, 1978, 1984.       | 2008, 2010.    |
| Liga Superior de Pasco (1/1)                   | 2010.                   | 2009.          |
| Liga Provincial de Cerro de Pasco (4/0)        | 1978, 1980, 1982, 1984. |                |
| Liga Distrital de Chaupimarca (2/0)            | 1976, 1981.             |                |
| Liga Distrital de Simón Bolivar - Rancas (1/0) | 2025.                   |                |